# خویان-ستانکووینتا
خویان-ستانکووینتا (به لهستانی:  Chojane-Stankowięta) یک روستا در لهستان است که در گمینا کولشه کوشچیلنه واقع شده‌است. خویان-ستانکووینتا ۷۰ نفر جمعیت دارد.